# Victot-Pontfol
Victot-Pontfol ([vikto pɔ̃fɔl] ) ist eine ehemalige französische Gemeinde mit 80 Einwohnern (Stand: 1. Januar 2022) im Département Calvados in der Region Normandie. Sie gehörte zum Arrondissement Lisieux.
Der Erlass des Präfekten vom 30. September 2024 legte mit Wirkung zum 1. Januar 2025 die Eingliederung von Victot-Pontfol als Commune déléguée zusammen mit der früheren Gemeinde Gerrots zur Commune nouvelle Victot-en-Auge fest.

## Geografie

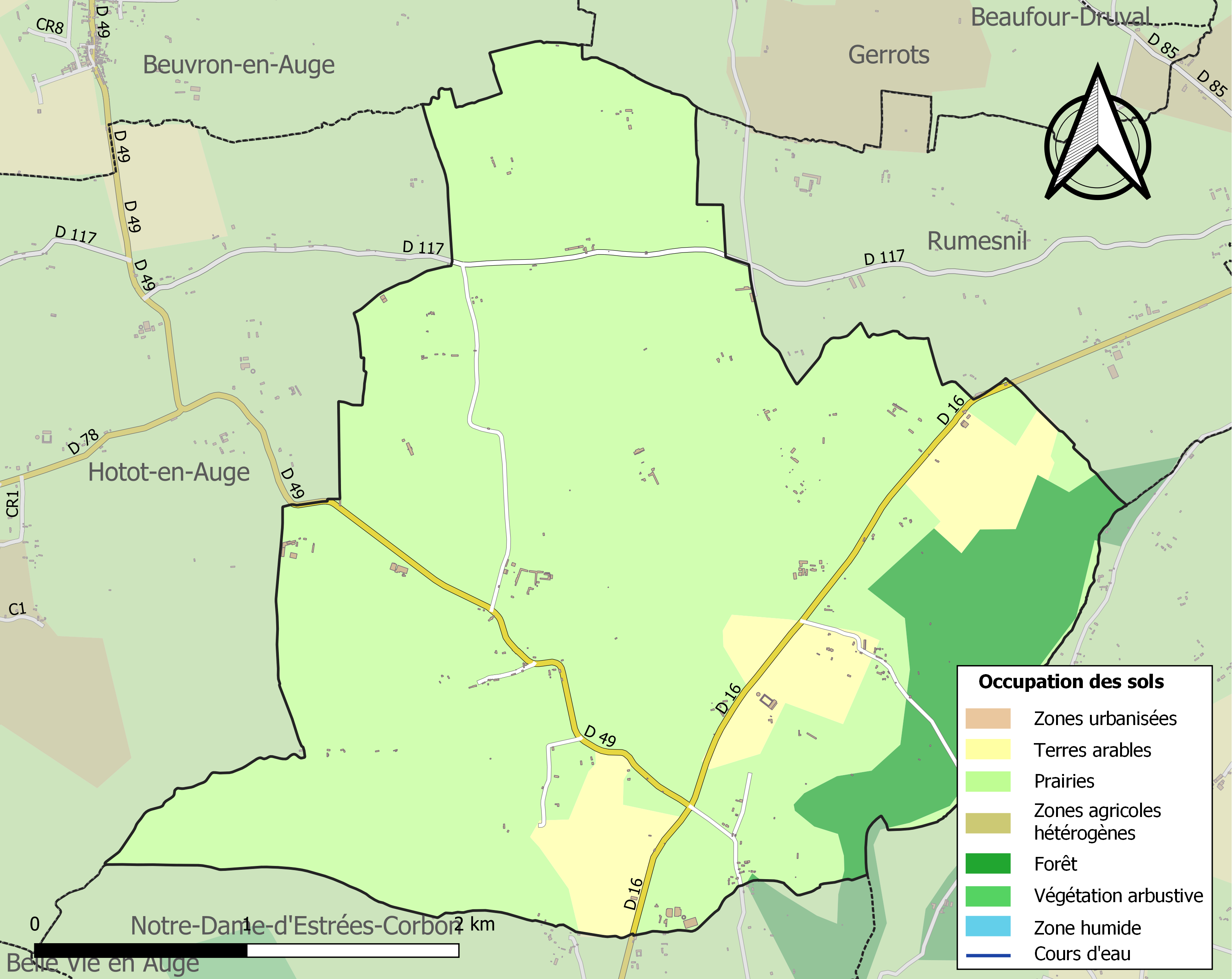
Bodennutzung und Infrastruktur von Victot-Pontfol (2018)

Victot-Pontfol liegt etwa 26 Kilometer östlich von Caen und etwa 18 Kilometer westlich von Lisieux in der Landschaft des Pays d’Auge. Die Dorette, ein Nebenfluss der Dives, durchquert das Ortsgebiet von Südwest nach Nordost. Außerdem wird es von kleineren Kanälen und Gräben entwässert. Im Südwesten erstreckt sich ein ausgedehntes Sumpfgebiet. Das Zentrum liegt auf einer Höhe von etwa 10 m. Das Bodenrelief ist generell flach und steigt aber nach Osten hin markant auf 127 m an. Der tiefste Punkt wird beim Austritt der Dorette aus dem Ortsgebiet im äußersten Südwesten gemessen.
Teile des Gebiets von Victot-Pontfol gehören zu den drei ZNIEFF-Naturzonen „Marais de la Dives et ses affluents“ (250008455), „Marais de la Dorette“ (250020009) und „La Dorette et ses affluents“ (250020085). 91 % der Fläche von Victot-Pontfol werden landwirtschaftlich, hauptsächlich als Weideland, genutzt, 9 % sind bewaldet, insbesondere im Südosten.
Umgeben wird Victot-Pontfol von den Nachbargemeinden Hotot-en-Auge im Westen und Beuvron-en-Auge im Nordwesten, der Commune déléguée Gerrots im Norden sowie von den Nachbargemeinden Rumesnil im Nordosten, Cambremer im Südosten und Notre-Dame-d’Estrées-Corbon im Süden und im Südwesten.

## Geschichte
Im Jahre 1858 wurden die bis dahin selbstständigen Gemeinden Les Authieux-sur-Corbon und Pontfol eingemeindet.

## Bevölkerungsentwicklung
| Victot-Pontfol: Einwohnerzahlen von 1793 bis 2020                                                                          | Victot-Pontfol: Einwohnerzahlen von 1793 bis 2020 | Victot-Pontfol: Einwohnerzahlen von 1793 bis 2020 | Victot-Pontfol: Einwohnerzahlen von 1793 bis 2020 | Victot-Pontfol: Einwohnerzahlen von 1793 bis 2020 |
| --- | ------------------------------------------------- | ------------------------------------------------- | ------------------------------------------------- | ------------------------------------------------- |
| Jahr |                                                   |                                                   |                                                   | Einwohner                                         |
| 1793 | 1793                                              |                                                   | 118                                               | 118                                               |
| 1800 | 1800                                              |                                                   | 87                                                | 87                                                |
| 1806 | 1806                                              |                                                   | 119                                               | 119                                               |
| 1821 | 1821                                              |                                                   | 131                                               | 131                                               |
| 1831 | 1831                                              |                                                   | 128                                               | 128                                               |
| 1836 | 1836                                              |                                                   | 122                                               | 122                                               |
| 1841 | 1841                                              |                                                   | 119                                               | 119                                               |
| 1846 | 1846                                              |                                                   | 123                                               | 123                                               |
| 1851 | 1851                                              |                                                   | 103                                               | 103                                               |
| 1856 | 1856                                              |                                                   | 120                                               | 120                                               |
| 1861 | 1861                                              |                                                   | 304                                               | 304                                               |
| 1866 | 1866                                              |                                                   | 286                                               | 286                                               |
| 1872 | 1872                                              |                                                   | 263                                               | 263                                               |
| 1876 | 1876                                              |                                                   | 273                                               | 273                                               |
| 1881 | 1881                                              |                                                   | 275                                               | 275                                               |
| 1886 | 1886                                              |                                                   | 266                                               | 266                                               |
| 1891 | 1891                                              |                                                   | 256                                               | 256                                               |
| 1896 | 1896                                              |                                                   | 252                                               | 252                                               |
| 1901 | 1901                                              |                                                   | 237                                               | 237                                               |
| 1906 | 1906                                              |                                                   | 235                                               | 235                                               |
| 1911 | 1911                                              |                                                   | 209                                               | 209                                               |
| 1921 | 1921                                              |                                                   | 237                                               | 237                                               |
| 1926 | 1926                                              |                                                   | 224                                               | 224                                               |
| 1931 | 1931                                              |                                                   | 207                                               | 207                                               |
| 1936 | 1936                                              |                                                   | 216                                               | 216                                               |
| 1946 | 1946                                              |                                                   | 247                                               | 247                                               |
| 1954 | 1954                                              |                                                   | 215                                               | 215                                               |
| 1962 | 1962                                              |                                                   | 180                                               | 180                                               |
| 1968 | 1968                                              |                                                   | 150                                               | 150                                               |
| 1975 | 1975                                              |                                                   | 161                                               | 161                                               |
| 1982 | 1982                                              |                                                   | 139                                               | 139                                               |
| 1990 | 1990                                              |                                                   | 132                                               | 132                                               |
| 1999 | 1999                                              |                                                   | 123                                               | 123                                               |
| 2006 | 2006                                              |                                                   | 125                                               | 125                                               |
| 2013 | 2013                                              |                                                   | 115                                               | 115                                               |
| 2020 | 2020                                              |                                                   | 85                                                | 85                                                |
| Quelle(n): EHESS/Cassini bis 1999, INSEE ab 2006 Anmerkung(en): Ab 1962 offizielle Zahlen ohne Einwohner mit Zweitwohnsitz |                                                   |                                                   |                                                   |                                                   |

## Sehenswürdigkeiten
- Schloss Victot, neu erbaut im 16. Jahrhundert mit Ursprüngen aus dem 13. Jahrhundert, seit 1927 in Teilen als Monument historique eingeschrieben, seit 1953 in weiteren Teilen klassifiziert (Fassaden und Dächer des Schlossgebäudes, Wassergräben), seit 2003 in restlichen Teilen eingeschrieben und heute in privatem Besitz
- Pfarrkirche Saint-Denis aus dem 19. Jahrhundert
- Kapelle Saint-Denis in der Nähe des Schlosses Victot, ehemalige Pfarrkirche aus dem 16. Jahrhundert
- Kapelle Saint-Martin in Pontfol

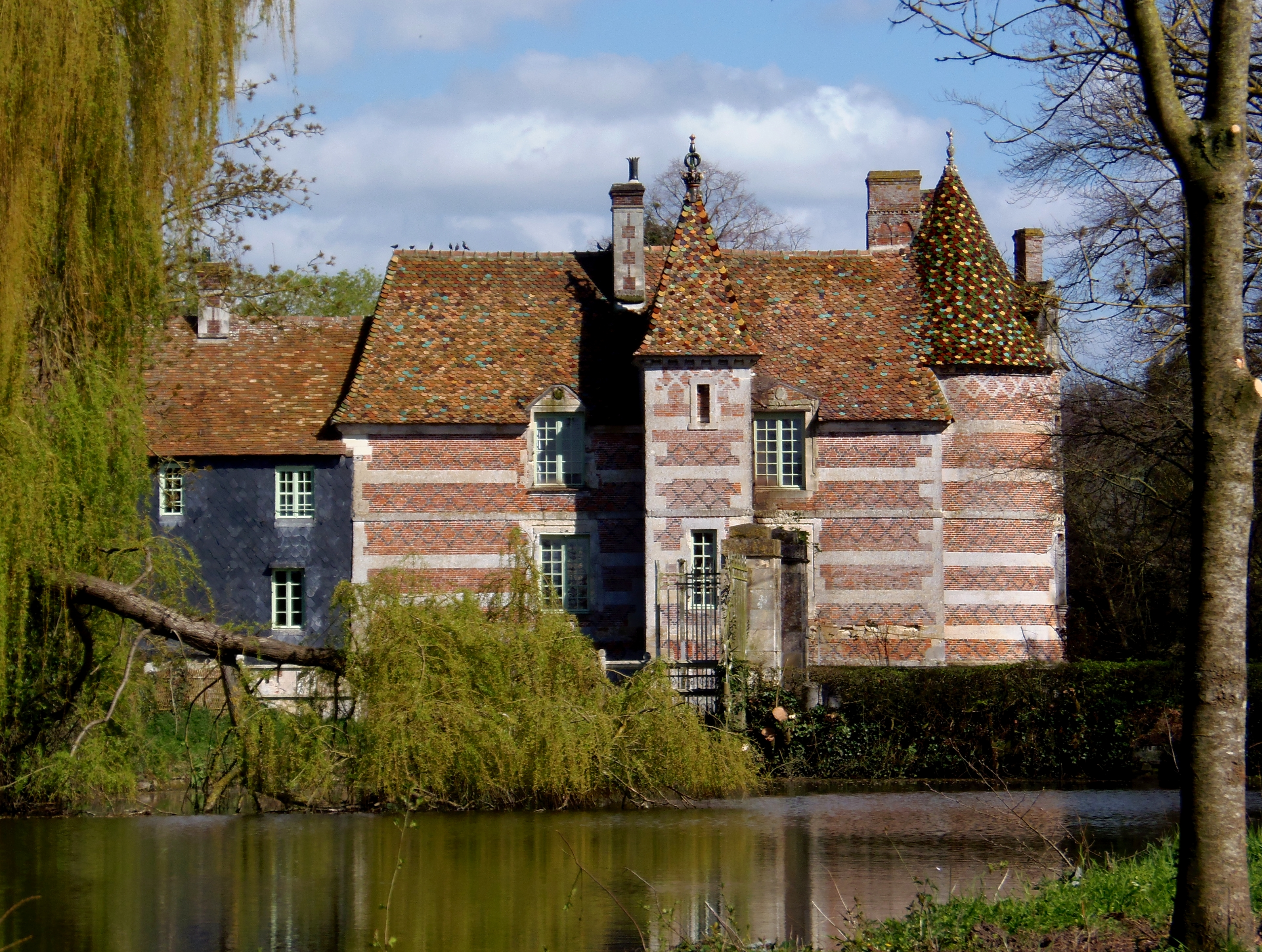
Schloss Victot
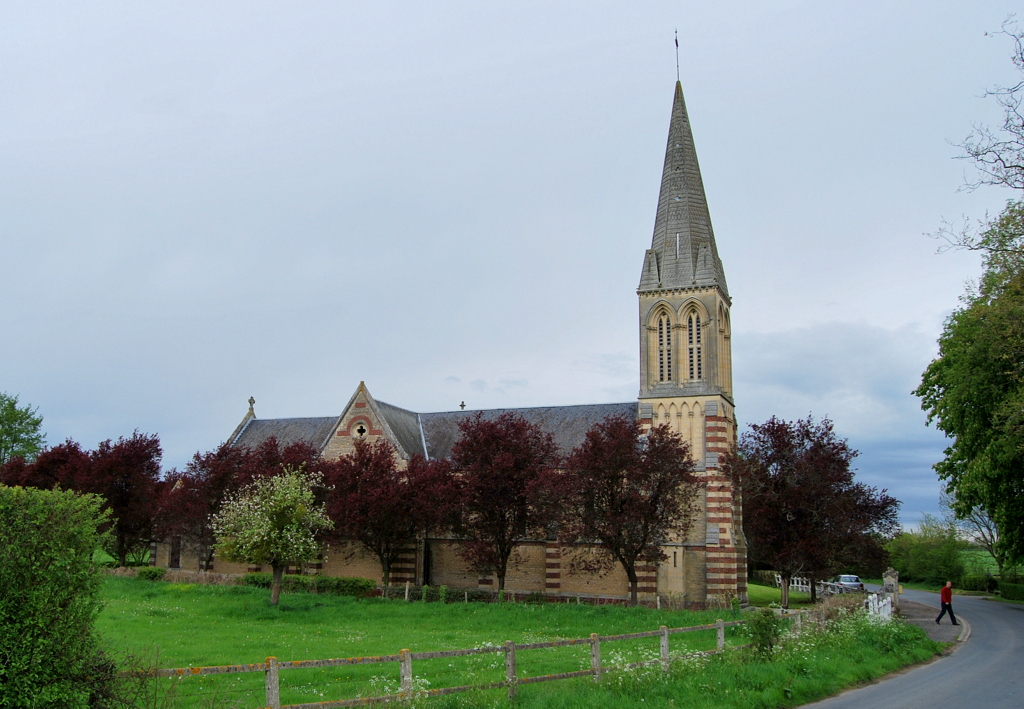
Pfarrkirche Saint-Denis
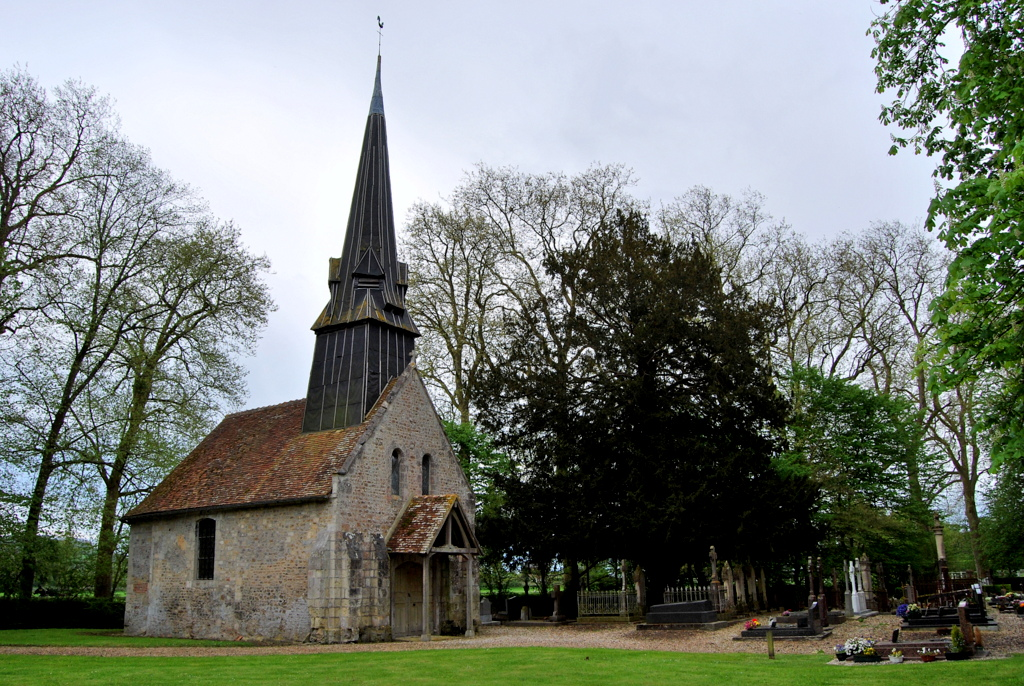
Kapelle Saint-Denis
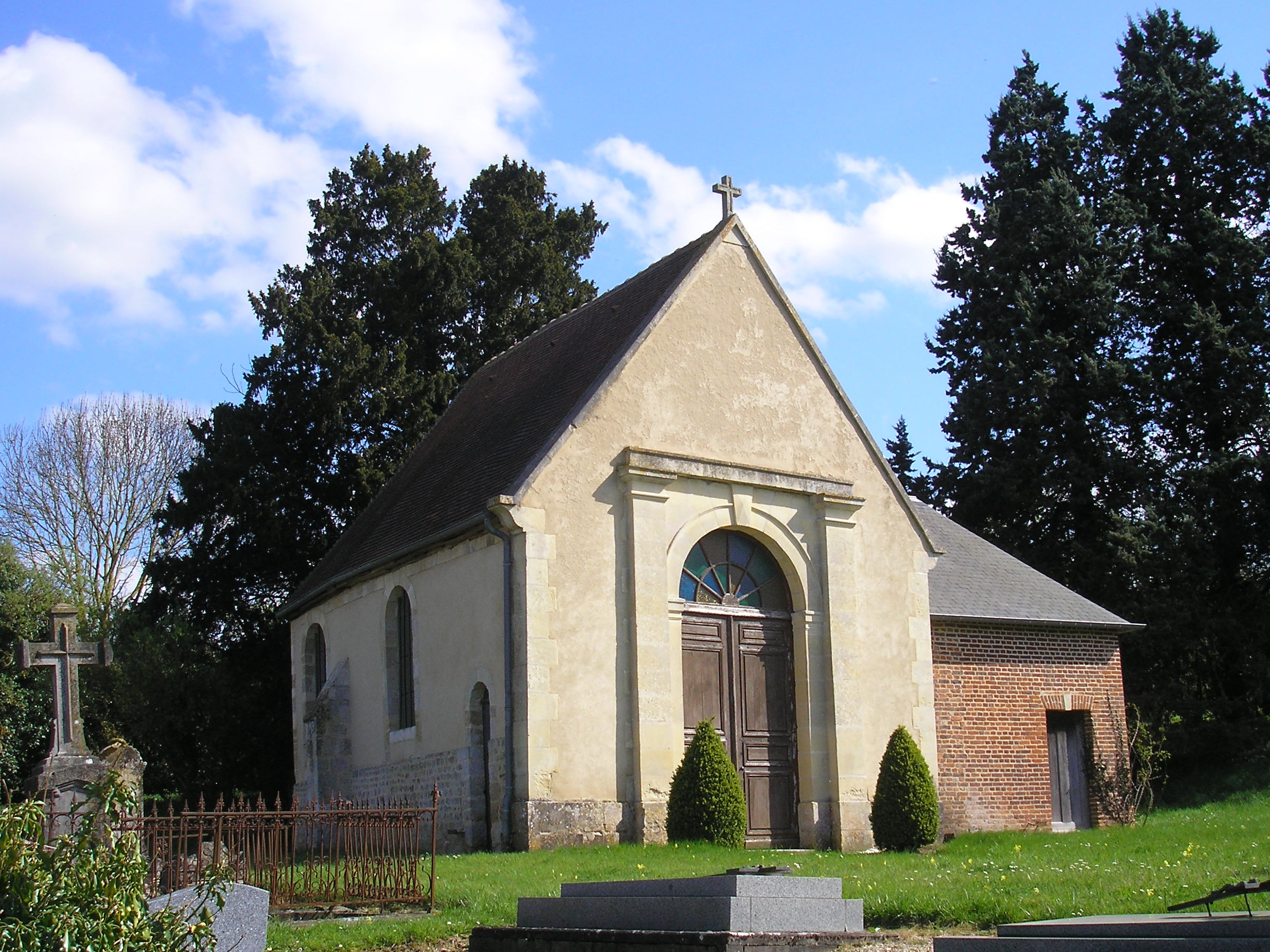
Kapelle Saint-Martin